# 대한민국 상법 제467조의2
대한민국 상법 제467조의2는 이익공여의 금지에 대한 상법 회사법의 조문이다.

## 조문
제467조의2 (이익공여의 금지) ① 회사는 누구에게든지 주주의 권리행사와 관련하여 재산상의 이익을 공여할 수 없다.

② 회사가 특정의 주주에 대하여 무상으로 재산상의 이익을 공여한 경우에는 주주의 권리행사와 관련하여 이를 공여한 것으로 추정한다. 회사가 특정의 주주에 대하여 유상으로 재산상의 이익을 공여한 경우에 있어서 회사가 얻은 이익을 공여한 이익에 비하여 현저하게 적은 때에도 또한 같다.

③ 회사가 제1항의 규정에 위반하여 재산상의 이익을 공여한 때에는 그 이익을 공여받은 자는 이를 회사에 반환하여야 한다. 이 경우 회사에 대하여 대가를 지급한 것이 있는 때에는 그 반환을 받을 수 있다.
④ 제403조 내지 제406조의 규정은 제3항의 이익의 반환을 청구하는 소에 대하여 이를 준용한다.

第467條의2 (利益供與의 금지) ① 會社는 누구에게든지 株主의 權利行使와 관련하여 財産上의 利益을 供與할 수 없다.
②會社가 特定의 株主에 대하여 無償으로 財産上의 利益을 供與한 경우에는 株主의 權利行使와 관련하여 이를 供與한 것으로 推定한다. 會社가 特定의 株主에 대하여 有償으로 財産上의 利益을 供與한 경우에 있어서 會社가 얻은 利益이 供與한 利益에 비하여 현저하게 적은 때에도 또한 같다.
③會社가 第1項의 規定에 違反하여 財産上의 利益을 供與한 때에는 그 利益을 供與받은 者는 이를 會社에 返還하여야 한다. 이 경우 會社에 대하여 對價를 支給한 것이 있는 때에는 그 返還을 받을 수 있다.
④第403條 내지 第406條의 規定은 第3項의 利益의 返還을 請求하는 訴에 대하여 이를 準用한다.